# Hephthopelta mortenseni
Hephthopelta mortenseni is een krabbensoort uit de familie van de Chasmocarcinidae. De wetenschappelijke naam van de soort is voor het eerst geldig gepubliceerd in 1964 door Serène.